# Naczelne Dowództwo Połączonych Sił Sojuszniczych NATO Atlantyku ACLANT
Naczelne Dowództwo Połączonych Sił Sojuszniczych NATO Atlantyku (ang. Allied Command Atlantic ACLANT) – nieistniejące już jedno z dowództw strategicznych NATO.

## Formowanie i zmiany organizacyjne

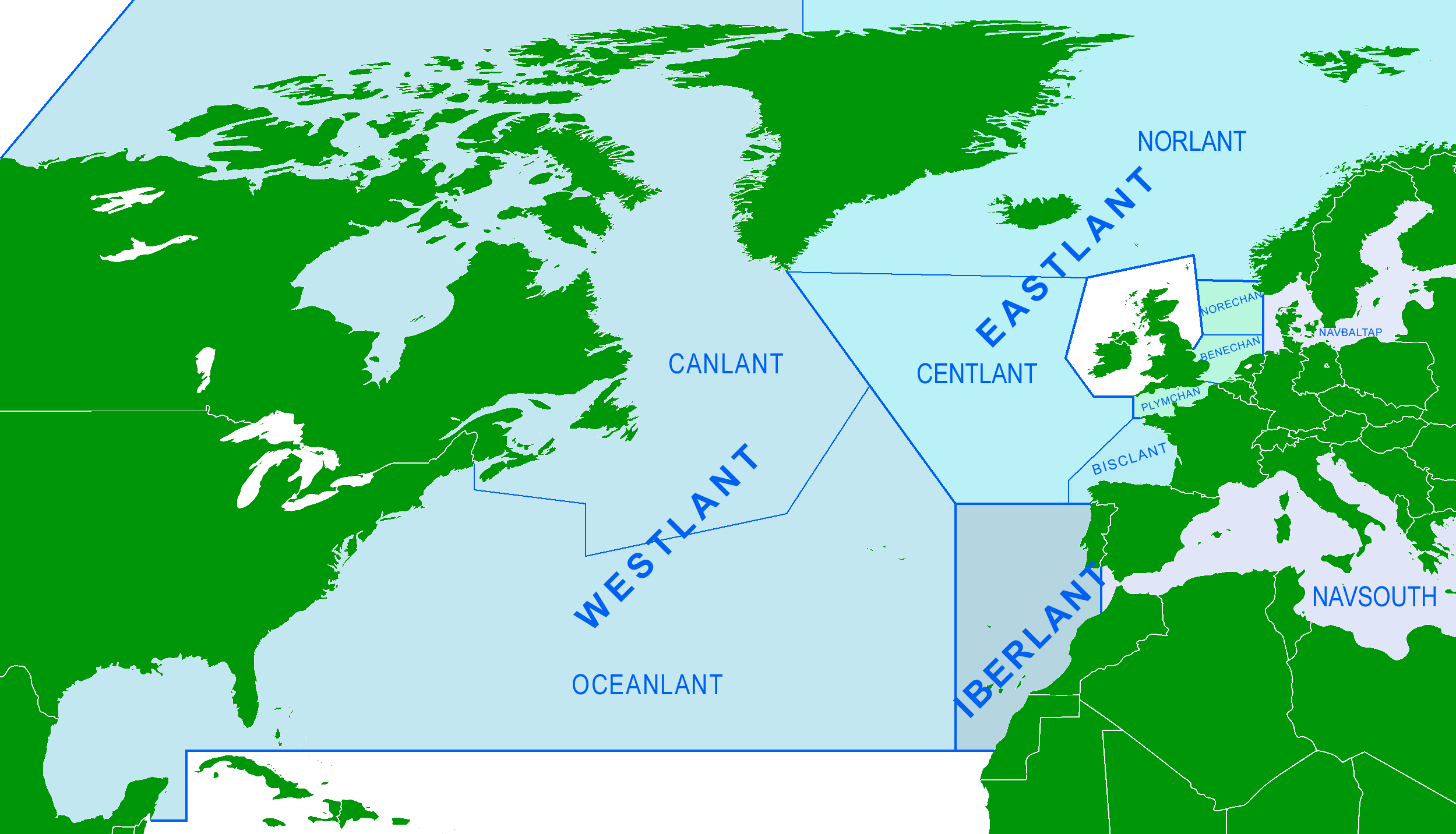
Obszary działania dowództw NATO

W styczniu 1952, na bazie Regionalnej Grupy Planowania Atlantyku Północnego utworzone zostało Naczelne Dowództwo Połączonych Sił Sojuszniczych NATO Atlantyku (ACLANT). Jednocześnie Strategiczna Strefa Atlantycka została podzielona na dwa teatry działań wojennych z podobszarami:
- Wschodni Teatr Działań Wojennych (EASTLANT).
  - Podobszar Północny (NORLANT)
  - Podobszar Centralny (CENTLANT)
  - Podobszar Zatoki Biskajskiej (BISCLANT)
- Zachodni Teatr Działań Wojennych (WESTLANT)
  - Podobszar Oceanu (OCEANLANT)
  - Podobszar Atlantyku Amerykańskiego (AMERLANT)
  - Podobszar Atlantyku Kanadyjskiego (CANLANT).

Zachodnim TDW dowodził osobiście Naczelny Dowódca Atlantyku (SACLAND), natomiast Wschodni TDW dowodzony był wspólnie przez oficerów brytyjskich – dowódcę Sił Morskich i dowódcę Sił Powietrznych Wielkiej Brytanii. Naczelnemu Dowódcy podlegał też dowódca Floty Uderzeniowej Atlantyku. Główną siłę zgrupowania atlantyckiego stanowiła amerykańska 2 Flota i dwie eskadry atomowych OOP. W wypadku wojny siły morskie wzmacniane byłyby jednostkami innych państw NATO. W rejonie Atlantyku planowano rozwinąć 3–4 lotniskowcowe grupy wielozadaniowe, 1–2 zespoły zwalczania okrętów podwodnych, desantowe zgrupowania bojowe z około 22000 żołnierzy piechoty morskiej – żołnierzy holenderskich, brytyjskich i amerykańskich.
Struktura ACLANT w 1954:
- Naczelne Dowództwo Połączonych Sił Sojuszniczych NATO Atlantyku (ACLANT) – Norfolk w USA
  - Dowództwo Atlantyku Zachodniego (ESTLANT) – Norfolk w USA
    - Dowództwo Podobszaru Oceanu – Norfolk w USA
    - Dowództwo Podobszaru Atlantyku Amerykańskiego – Nowy Jork w USA
    - Dowództwo Podobszaru Atlantyku Kanadyjskiego – Halifax w Kanadzie
    - Wydzielone Morskie Siły Uderzeniowe i Siły Ekspedycyjne

  - Dowództwo Atlantyku Wschodniego (EASTLANT) – Northwood (WB)
  - Dowództwo Sił Powietrznych Atlantyku Wschodniego (AIREASTLANT) – Northwood (WB)
    - Dowództwo Podobszaru Północnego – Rosyth (WB)
    - Dowództwo Morskich Sił Powietrznych Podobszaru Północnego – Rosyth
    - Dowództwo Podobszaru Centralnego – Plymouth (WB)
    - Dowództwo Morskich Sił Powietrznych Podobszaru Centralnego – Plymouth
    - Dowództwo Okrętów Podwodnych Wschodniego Obszaru Atlantyku – Gosport (WB)
    - Dowództwo Podobszaru Zatoki Biskajskiej – Brest (Francja)
    - Wydzielone Morskie Siły Uderzeniowe i Siły Ekspedycyjne

  - Dowództwo Floty Uderzeniowej Atlantyku (STRIKFLTLANT) – Norfolk (USA)

Na przełomie lat 50. i 60. XX w. przeprowadzono szereg zmian strukturalnych. W Dowództwie Atlantyku Zachodniego zlikwidowano Dowództwo Podobszaru Atlantyku Amerykańskiego, a jego kompetencje przejęło Dowództwa Podobszaru Oceanu. Ponadto utworzono Dowództwo Sił Atlantyku Północnoamerykańskiej Obrony przed Okrętami Podwodnymi. Natomiast rejon wschodniego Atlantyku podporządkowano Dowództwu Atlantyku Wschodniego, które stało się odpowiedzialne za całość działań sił NATO w tym rejonie. Dowództwo Sił Powietrznych Atlantyku Wschodniego wyłączono ze współdowodzenia tym rejonem, przemianowano je na Dowództwo Morskich Sił Powietrznych Obszaru Atlantyku Wschodniego i podporządkowano Dowódcy Atlantyku Wschodniego. Dowództwu Morskich Sił Powietrznych podporządkowano istniejące już Dowództwo Morskich Sił Powietrznych Podobszaru Północnego i Dowództwo Morskich Sił Powietrznych Podobszaru Centralnego
Struktura ACLANT w 1963:
- Naczelne Dowództwo Połączonych Sił Sojuszniczych NATO Atlantyku – Norfolk
  - Dowództwo Atlantyku Zachodniego – Norfolk
    - Dowództwo Podobszaru Oceanu – Norfolk
    - Dowództwo Sił Atlantyku Północnoamerykańskiej Obrony Przed Okrętami Podwodnymi
    - Dowództwo Podobszaru Atlantyku Kanadyjskiego – Halifax

  - Dowództwo Atlantyku Wschodniego – Northwood
    - Dowództwo Morskich Sił Powietrznych Obszaru Wschodniego Atlantyku – Northwood
      - Dowództwo Morskich Sił Powietrznych Podobszaru Północnego – Rosyth
      - Dowództwo Morskich Sił Powietrznych Podobszaru Centralnego – Plymouth

    - Dowództwo Podobszaru Północnego – Rosyth
    - Dowództwo Podobszaru Centralnego – Plymouth
    - Dowództwo Okrętów Podwodnych Wschodniego Obszaru Atlantyku – Gosport
    - Dowództwo Podobszaru Zatoki Biskajskiej – Brest

  - Dowództwo Floty Uderzeniowej Atlantyku – Norfolk

Po wycofaniu się Francji ze struktur wojskowych NATO utworzono dodatkowe Dowództwo Ibero-Atlantyckie (IBERLANT), które podlegało Dowódcy Atlantyku Zachodniego, z siedzibą w Oeiras koło Lizbony. W 1982 dowództwo podporządkowano bezpośrednio Naczelnemu Dowódcy Atlantyku (SACLANT), a dowodzenie nim od amerykańskiego kontradmirała przejął wiceadmirał portugalski.
W celu koordynowania działań okrętów podwodnych na całym teatrze działań utworzono Dowództwo Połączonych Sił Podwodnych Atlantyku (SUBACLANT), którego dowódca bezpośrednio podlegał Naczelnemu Dowódcy Atlantyku. Dowództwo to sprawowało specjalistyczny nadzór nad dwoma dowództwami: Dowództwem Okrętów Podwodnych Obszaru Atlantyku Zachodniego i Dowództwem Okrętów Podwodnych Obszaru Atlantyku Wschodniego. Ponadto utworzono oddzielne dowództwa na Grenlandii, Islandii i wyspach Owczych.
Struktura ACLANT w latach 70. XX w.:
- Naczelne Dowództwo Połączonych Sił Sojuszniczych NATO Atlantyku – Norfolk
  - Dowództwo Atlantyku Zachodniego – Norfolk
    - Dowództwo Podobszaru Oceanu – Norfolk
    - Dowództwo Podobszaru Atlantyku Kanadyjskiego – Halifax
    - Dowództwo Okrętów Obszaru Zachodniego Atlantyku – Norfolk
    - Dowództwo Wysp Bermudów – Hamilton
    - Dowództwo Wyspy Grenlandii – Gronnedal
    - Dowództwo Wysp Azorskich – Sao Miguel

  - Dowództwo Atlantyku Wschodniego – Northwood
    - Dowództwo Morskich Sił Powietrznych Obszaru Wschodniego Atlantyku – Northwood
    - Dowództwo Podobszaru Północnego – Rosyth
      - Dowództwo Morskich Sił Powietrznych Podobszaru Północnego – Pitreavie (WB)

    - Dowództwo Podobszaru Centralnego – Plymouth
      - Dowództwo Morskich Sił Powietrznych Podobszaru Centralnego – Plymouth

    - Dowództwo Okrętów Podwodnych Wschodniego Obszaru Atlantyku – Northwood
    - Dowództwo Wyspy Islandii – Keflavik
    - Dowództwo Wysp Owczych – Thorshavn
    - Dowództwo Podobszaru Zatoki Baskijskiej – Brest

Struktura ACLANT w 1989:
- Naczelne Dowództwo Połączonych Sił Sojuszniczych NATO Atlantyku ACLANT
  - Dowództwo Połączonych Sił Zbrojnych Atlantyku Zachodniego WESTLANT – Norfolk
    - Dowództwo Połączonych Sił Morskich Podobszaru Oceanu – Norfolk
    - Dowództwo Połączonych Sił Morskich Podobszaru Atlantyku Kanadyjskiego – Halifax (Kanada)
    - Dowództwo Okrętów Podwodnych Obszaru Zachodniego Atlantyku – Norfolk
    - Dowództwo Wyspy Grenlandii – Gronnedal (Dania)
    - Dowództwo Wysp Bermudy – Hamilton

  - Dowództwo Połączonych Sił Zbrojnych Atlantyku Wschodniego EASTLANT– Northwood (WB)
    - Dowództwo Morskich Sił Powietrznych Obszaru Atlantyku Wschodniego – Northwood
    - Dowództwo Podobszaru Północnego – Rosyth
      - Dowództwo Morskich Sił Powietrznych Podobszaru Północnego – Northwood

    - Dowództwo Podobszaru Centralnego – Plymouth (WB)
      - Dowództwo Morskich Sił Powietrznych Podobszaru Centralnego – Plymouth

    - Dowództwo Okrętów Podwodnych Obszaru Wschodniego Atlantyku – Northwood
    - Dowództwo Wyspy Islandii – Keflavik
    - Dowództwo Wysp Owczych – Thorshavn

  - Dowództwo Połączonych Sił Zbrojnych Iberyjskiego Rejonu Atlantyku IBERLANT – Lizbona (Portugalia)
    - Dowództwo Wysp Azorskich – Sao Miguel
    - Dowództwo Wyspy Madera – Funchal.

  - Dowództwo Połączonych Sił Podwodnych Atlantyku SUBACLANT – Norfolk
  - Dowództwo Floty Uderzeniowej Atlantyku STRIKFLTLANT – Norfolk (USA)
    - lotniskowcowe zespoły wielozadaniowe
    - zgrupowania amfibijno-desantowe piechoty morskiej
    - siły uderzeniowe ZOP
    - siły ekspedycyjne

  - Stały Zespół Sił Morskich Atlantyku STANAVFORLANT

W następstwie szybko następujących zdarzeń, które zachodziły w Europie Wschodniej na początku lat dziewięćdziesiątych, NATO podjęło reformy, które umożliwiły adaptację Sojuszu do nowego środowiska bezpieczeństwa w Europie. W lipcu 1990 na szczycie NATO w Londynie zadeklarowano koniec „zimnej wojny” i zaproszono kraje Europy Wschodniej do budowania partnerskich stosunków.
Struktura ACLANT w 1994:
- Naczelne Dowództwo Połączonych Sił Sojuszniczych NATO Atlantyku – Norfolk
  - Dowództwo Sił Sojuszniczych Atlantyku Zachodniego (AFWESTLANT) – Norfolk
    - Dowództwo Podobszaru Oceanu – Norfolk
    - Dowództwo Podobszaru Atlantyku Kanadyjskiego – Halifax
    - Dowództwo Okrętów Podwodnych Obszaru Zachodniego Atlantyku – Norfolk

  - Dowództwo Sił Sojuszniczych Atlantyku Wschodniego – Northwood
    - Dowództwo Morskich Sił Powietrznych Obszaru Wschodniego Atlantyku – Northwood
    - Dowództwo Podobszaru Północnego – Rosyth
      - Dowództwo Morskich Sił Powietrznych Podobszaru Północnego – Pitreavie (WB)

    - Dowództwo Podobszaru Centralnego – Plymouth
      - Dowództwo Morskich Sił Powietrznych Podobszaru Centralnego – Plymouth

    - Dowództwo Okrętów Podwodnych Obszaru Atlantyku Wschodniego – Northwood
    - Dowództwo Wyspy Islandii

  - Dowództwo Sił Sojuszniczych Iberyjskiego Rejonu Atlantyku (AFIBERLANT) – Lizbona
  - Dowództwo Połączonych Sił Podwodnych Okrętów Podwodnych Atlantyku (COMSUBACLANT) – Norfolk
  - Dowództwo Floty Uderzeniowej Atlantyku (COMSTRIKFLLANT)
    - Lotniskowcowe Siły Uderzeniowe
    - Siły Uderzeniowe Zwalczania OOP
    - Amfibijne Siły Uderzeniowe

  - Siły Natychmiastowego Reagowania

We wrześniu 1999 wprowadzono kolejne zmiany w strukturze dowodzenia NATO. Naczelne Dowództwa Teatrów Wojny (MNCs) zastąpiono Strategicznymi Dowództwami, zaś Pośrednie Wyższe Podporządkowane Dowództwa (MSCs) zastąpiono Regionalnymi Dowództwami. Najniższe w hierarchii – Główne Podporządkowane Dowództwa (PSCs) przemianowano na Subregionalne Dowództwa (Dowództwa Komponentów) i Połączone Dowództwa Subregionalne. Nowa struktura nadal opierała się na geograficznym podziale obowiązków. Naczelne Dowództwo Połączonych Sił Sojuszniczych NATO Atlantyku przeformowane zostało na Strategiczne Dowództwo Sił Sojuszniczych NATO Atlantyku (ACLANT).
Struktura ACLANT w 1999:
- Naczelne Dowództwo Połączonych Sił Sojuszniczych NATO Atlantyku – Norfolk
  - Regionalne Dowództwo Atlantyku Zachodniego (RC WESTLANT) – Norfolk
    - Dowództwo Podobszaru Oceanu – Norfolk
    - Dowództwo Podobszaru Atlantyku Kanadyjskiego – Halifax
    - Dowództwo Okrętów Podwodnych Obszaru Zachodniego Atlantyku – Norfolk

  - Dowództwo Sił Sojuszniczych Atlantyku Wschodniego (RC EASTLANT) – Northwood
    - Dowództwo Morskich Sił Powietrznych Obszaru Wschodniego Atlantyku – Northwood
    - Dowództwo Podobszaru Północnego – Rosyth
      - Dowództwo Morskich Sił Powietrznych Podobszaru Północnego – Pitreavie (WB)

    - Dowództwo Podobszaru Centralnego – Plymouth
      - Dowództwo Morskich Sił Powietrznych Podobszaru Centralnego – Plymouth

    - Dowództwo Okrętów Podwodnych Obszaru Atlantyku Wschodniego – Northwood
    - Dowództwo Wyspy Islandii

  - Dowództwo Regionalne Atlantyku Południowego (RC SAUTHLANT) – Lizbona
  - Dowództwo Połączonych Sił Podwodnych Okrętów Podwodnych Atlantyku (COMSUBACLANT) – Norfolk
  - Stały Zespół Sił Morskich Atlantyku – (STANAVFORLANT)
  - Dowództwo Floty Uderzeniowej Atlantyku (COMSTRIKFLLANT)
    - Lotniskowcowe Siły Uderzeniowe
    - Siły Uderzeniowe Zwalczania OOP
    - Amfibijne Siły Uderzeniowe

  - Siły Natychmiastowego Reagowania

Po terrorystycznych atakach z 11 września 2001 NATO zdało sobie sprawę z faktu, że musi być zdolne do szybkiego rozmieszczenia zrównoważonych, elastycznych, dobrze uzbrojonych oddziałów gotowych do prowadzenia operacji w dowolnie oddalonym regionie. W listopadzie 2002, na szczycie w Pradze, przyjęto deklarację o reorganizacji i dalszym rozszerzeniu NATO. 12 czerwca 2003 ministrowie obrony NATO zaakceptowali nową strukturę dowodzenia Sojuszu. Ważnym elementem tej organizacyjnej zmiany była koncepcja oparcia systemu dowodzenia na kryteriach funkcjonalności, a nie na tradycyjnym podziale geograficznym. Nowa struktura została utworzona wokół dwóch dowództw strategicznych. Na bazie Strategicznym Dowództwie Sił Sojuszniczych NATO Atlantyku (ACLANT). powstało Sojusznicze Dowództwo ds. Transformacji:

## Dowódcy ACLANT
| Stopień, imię i nazwisko  | Czasokres |
| ------------------------- | --------- |
| adm. Lynde D. McCormick   | 1952–1954 |
| adm. Jerauld Wright       | 1954–1960 |
| adm. Robert L. Dennison   | 1960–1963 |
| adm. Harold Page Smith    | 1963–1965 |
| adm. Thomas H. Moorer     | 1965–1967 |
| adm. Ephraim P. Holmes    | 1967–1970 |
| adm. Charles K. Duncan    | 1970–1972 |
| adm. Ralph W. Cousins     | 1972–1975 |
| adm. Isaac C. Kidd Jr.    | 1975–1978 |
| adm. Harry D. Train II    | 1978–1982 |
| adm. Wesley L. McDonald   | 1982–1985 |
| adm. Lee Baggett Jr.      | 1985–1988 |
| adm. Frank B. Kelso II    | 1988–1990 |
| adm. Leon A. Edney        | 1990–1992 |
| adm. Paul David Miller    | 1992–1994 |
| gen. John J. Sheehan      | 1994–1997 |
| adm. Harold W. Gehman Jr. | 1997–2000 |
| gen. William F. Kernan    | 2000–2002 |
| adm. Sir Ian Forbes       | 2002–2003 |